# Microlite
Ne doit pas être confondu avec Microlithe.
Cet article concerne l'espèce minérale. Pour le type de cristaux, voir Microlite (cristal).
La microlite est un minéral composé d'oxydes de sodium, de calcium et de tantale, avec de faibles quantités de fluor, de formule (Na,Ca)2Ta2O6(O,OH,F). Les cristaux, qui appartiennent au système cristallin cubique, sont de couleur jaune pâle, brun-rougeâtre ou noire.